# Bohodariwka (obwód charkowski)
Bohodariwka (ukr. Богодарівка) – wieś na Ukrainie, w obwodzie charkowskim, w rejonie kupiańskim. W 2001 liczyła 255 mieszkańców, spośród których 245 posługiwało się językiem ukraińskim, a 10 rosyjskim.